# Armoriale dell'Esercito Italiano
Questa pagina contiene le armi (stemmi e blasonature) dell'Esercito Italiano, limitatamente allo Stato Maggiore ed agli Istituti di istruzione. Gli stemmi delle varie unità sono contenute negli armoriali specifici delle singole Armi.
| Stemma                              | Unità e blasonatura |
| ----------------------------------- | --- |
| Stemma in uso fino a settembre 2014 | Esercito Italiano Di rosso, alla lorica d'oro, cimata dall'asta di legno al naturale, sostenente l'elmo, posto di fronte, d'oro, piumato d'argento; essa lorica attraversante due cannoni, decussati, di bronzo al naturale; lorica e cannoni attraversanti: due fucili, decussati, d'argento, con le baionette dello stesso e le casse di nero, le baionette adiacenti l'elmo; due lance, decussate, di nero, banderuolate di azzurro, con le punte di argento e i puntali dello stesso, poste esternamente ai fucili; due asce d'argento, con le lame all'ingiù, manicate di nero, uscenti in banda e in sbarra abbassate dall'incrociatura dei cannoni; due saette d'argento, uscenti in sbarra e banda abbassate dall'incrociatura dei cannoni, sotto le scuri. Ornamenti esteriori: - lo scudo è sormontato dalla corona turrita degli Enti Militari, d'oro, murata di nero, formata dal cerchio, rosso all'interno, con due cordonate a muro sui margini e sostenente cinque torri visibili, riunite da quattro cortine di muro visibili, le torri di foggia quadrangolare, merlate di dodici alla guelfa, quattro merli per lato, chiuse di foggia quadrangolare, merlate di dodici alla guelfa, quattro merli per lato, chiuse e finestrate di uno di nero, le cortine di muro finestrate ognuna di uno e merlate di tre - sotto lo scudo su lista bifida e svolazzante d'oro, il motto in lettere maiuscole di nero: salvs rei pvblicae svprema lex esto. Essa lista caricata tra le parole rei pvblicae e svprema dalla granata di nero, infiammata di rosso. Stemma in uso fino a settembre 2014: Di rosso alla granata d'oro, infiammata al naturale, attraversante i due cannoni di bronzo al naturale, decussati abbassati, con la culatta all'ingiù; essi cannoni e granata attraversanti il trofeo d'armi, formato da due lance di nero, decussate con le punte di argento all'insù e con i puntali dello stesso, munite di banderuola bifida svolazzante, di azzurro; da due sciabole d'argento con l'impugnatura di nero e con le punte all'ingiù, decussate; da due fucili d'argento, con la cassa di nero e con le baionette all'insù, decussati; da due saette d'argento, poste sopra le asce e sotto la volata dei cannoni; da due asce d'argento, con i manici di nero, poste orizzontalmente, con le lame all'ingiù. Ornamenti esteriori: - lo scudo è sormontato dalla corona turrita degli Enti Militari - lista bifida d'oro, svolazzante, collocata sotto la punta dello scudo, incurvata con la concavità rivolta verso l'alto, riportante il motto, in lettere maiuscole di nero: "SALUS REI PUBLICAE SUPREMA LEX ESTO" - onorificenza: accollata alla punta dello scudo con l'insegna pendente al centro del nastro con i colori della stessa, la croce di Cavaliere dell'Ordine militare d'Italia - nastri rappresentativi delle ricompense al Valore: annodati nella parte centrale non visibile della corona turrita, scendenti svolazzanti in sbarra ed in banda dal punto predetto, passando dietro la parte superiore dello scudo: 1 M.O.V.M., 3 M.O.V.C. |
|                                     | Stato Maggiore dell'Esercito (SME) Lo stemma fu disegnato sulla base delle rappresentazioni iconografiche del 1871 e autorizzato con D.P.R. del 30 novembre 2015: D'azzurro, all'aquila dal volo spiegato, d'oro, caricata in petto dallo scudetto ellittico, di rosso, bordato d'oro, alle lettere maiuscole R e I intrecciate, dello stesso; essa aquila afferrante con gli artigli il bastone da Maresciallo posto in fascia, d'oro; il tutto, alla bordatura in filetto, dello stesso. Ornamenti esteriori: - lo scudo è sormontato dalla corona turrita degli Enti Militari - sotto lo scudo, su lista bifida e svolazzante d'oro, il motto, in lettere maiuscole di nero: "INGENIO VI VIRTUTE". Stemma in uso fino al 30 novembre 2015: D'azzurro all'aquila spiegata, caricata in petto da uno scudetto di rosso, bordato con le iniziali R.I. intrecciate, poggiante su un bastone da maresciallo posto in fascia, il tutto d'oro. Ornamenti esteriori: - lo scudo è sormontato dalla corona turrita degli Enti Militari - lista bifida d'oro, svolazzante, collocata sotto la punta dello scudo, incurvata con la concavità rivolta verso l'alto, riportante il motto, in lettere maiuscole di nero: "INGENIO VI VIRTUTE" - scudo accollato ad un ramo d'alloro a destra e ad uno di quercia a sinistra, al naturale. |
|                                     | Centro di Simulazione e Validazione dell'Esercito (ex Scuola di Guerra, soppressa nel 2006) (1867, Scuola superiore di Guerra (Regno d'Italia) 1874, Scuola di Guerra (Regno d'Italia) 1935-1943, Istituto superiore di Guerra (Regno d'Italia) 1947, Istituto superiore di Guerra 1950, Scuola di Guerra 1978, Ispettorato delle Scuole e Scuola di Guerra 1983, Scuola di Guerra 2004, Scuola di Guerra - Centro di Simulazione e Validazione dell'Esercito 2006-, Centro di Simulazione e Validazione dell'Esercito) D'azzurro, trinciato da un filetto d'oro; il primo all'aquila d'oro dal volo spiegato reggente con gli artigli il bastone di comando dello stesso; il secondo al braccio destro di carnagione uscente dal cantone destro della punta e tenente nella mano una teda pure d'oro accesa posta in palo e caricata da una daga d'argento con la punta in alto. Ornamenti esteriori: - lo scudo è sormontato dalla corona turrita degli Enti Militari - lista bifida d'oro, svolazzante, collocata sotto la punta dello scudo, incurvata con la concavità rivolta verso l'alto, riportante il motto, in lettere maiuscole di nero: "ALERE FLAMMAM" (concesso con R.D. del 6 giugno 1932). |
|                                     | Scuola militare "Nunziatella" (1787, Reale Accademia Militare (Regno delle Due Sicilie) Trinciato: nel primo d'oro al puledro allegro di nero; nel secondo di rosso alla mano di carnagione uscente dalla destra, impugnante una daga di argento manicata d'oro posta in palo, poggiata su un libro aperto al naturale; alla banda d'azzurro, sulla partizione, caricata da tre fiordalisi d'oro. Ornamenti esteriori: - lo scudo è sormontato dalla corona turrita degli Enti Militari - lista bifida d'oro, svolazzante, collocata sotto la punta dello scudo, incurvata con la concavità rivolta verso l'alto, riportante il motto, in lettere maiuscole di nero: "PREPARO ALLA VITA ED ALLE ARMI". - nastro rappresentativo della ricompensa al Valore: annodato nella parte centrale non visibile della corona turrita, scendente svolazzante in sbarra dal punto predetto, passando dietro la parte superiore dello scudo: 1 M.B.V.E. |
|                                     | Scuola Militare "Teulié" (1802-1814, Reale Collegio degli Orfani Militari (Repubblica italiana e Regno d'Italia napoleonici) D'azzurro, all'aquila d'oro, caricata in cuore da uno scudetto ovale d'argento caricato dalla croce di rosso. Ornamenti esteriori: - lo scudo è sormontato dalla corona turrita degli Enti Militari - lista bifida d'oro, svolazzante, collocata sotto la punta dello scudo, incurvata con la concavità rivolta verso l'alto, riportante il motto, in lettere maiuscole di nero: "ITERUM ALTE VOLAT" - nastro rappresentativo della ricompensa al Valore: annodato nella parte centrale non visibile della corona turrita, scendente svolazzante in sbarra dal punto predetto, passando dietro la parte superiore dello scudo: 1 M.B.V.E. - [N. B.: nell'immagine il nastrino è errato!] |
|                                     | Collegio Militare di Napoli - Motto: "VICTORIAE REGEM DEDIT". |
|                                     | Collegio Militare di Roma - Motto: "ROMANA VIRTUS ROMAE DISCITUR". |
|                                     | Accademia militare di Modena Partito: nel 1º di rosso al gladio d'argento manicato d'oro, ed alla lancia tornearia banderuolata da una fiamma bifida, d'azzurro, posti in croce di Sant'Andrea, accompagnati in capo da due stelle (5) d'argento; nel 2º d'oro all'aquila di nero al volo spiegato, beccata, rostrata e coronata del campo, linguata di rosso. Sul tutto uno scudetto inquartato: nel 1º e 4º d'oro alla croce d'azzurro (di Modena); nel 2º e 3º di rosso alla croce d'argento traversata in capo da un lambello di tre gocce, d'azzurro (del Piemonte). Lo scudetto sormontato da un altro scudetto partito; al 1º d'azzurro all'aquila dal volo abbassato d'argento beccata, rostrata e coronata d'oro (d'Este); al 2º semipartito troncato (di Nemours): nel 1º di porpora al cavallo allegro voltato (di Vesftalia); nel 2º fasciato d'oro e di nero di 10 pezzi traversati dal crancelino di verde (di Sassonia); nel 3º di rosso alla croce d'argento con la bordatura d'oro e d'azzurro di 14 pezzi (di Savoia-Aosta). Ornamenti esteriori: - lo scudo è sormontato dalla corona turrita degli Enti Militari - lista bifida d'oro, svolazzante, collocata sotto la punta dello scudo, incurvata con la concavità rivolta verso l'alto, riportante il motto, in lettere maiuscole di nero: "UNA ACIES" - nastro rappresentativo della ricompensa al Valore: annodato nella parte centrale non visibile della corona turrita, scendente svolazzante in sbarra dal punto predetto, passando dietro la parte superiore dello scudo: 1 M.B.V.E. |
|                                     | Regia Accademia di Fanteria e Cavalleria Di rosso, al gladio (per la Fanteria) ed al ferro di lancia banderolato d'azzurro (per la Cavalleria) posti in croce di S. Andrea, il tutto al naturale, accostato da due stellette d'argento, di ordinanza, col capo di Savoia moderno. Ornamenti esteriori: - lo scudo sormontato da una corona reale con due rami di quercia fruttati d'oro e d'argento, decussati in punta - motto, su una lista svolazzante sotto allo scudo: "UNA ACIES". R.D. del 4 ottobre 1928. |
|                                     | Regia Accademia di Artiglieria e Genio - Motto: "ICERE ET DISIICERE - EXTRUERE ET DIRUERE". |
|                                     | Comando per la Formazione e Scuola di Applicazione dell'Esercito (ex Scuola di Applicazione, soppressa nel 2009) (1739, Regie Scuole Teoriche e Pratiche di Artiglieria e Fortificazione (Regno di Sardegna) ?, Scuola di Applicazione di Cavalleria (Regno di Sardegna) ?, Scuola di Applicazione di Fanteria (Regno di Sardegna) 1834-1839, Scuola Complementare (Regno di Sardegna) 1839, Scuola di Applicazione per le Armi Dotte (Regno di Sardegna) 1851, Scuola Complementare per gli Ufficiali di Artiglieria e Genio (Regno di Sardegna) 1863-1924, Scuola d'Applicazione delle Armi di Artiglieria e Genio (Regio Esercito) 1928-1943, Scuola di Applicazione di Artiglieria e Genio (Regio Esercito) 1949, Scuola di Applicazione di Artiglieria; Scuola di Applicazione del Genio > riunite 1951, Scuole di Applicazione d'Arma 1976, Scuola di Applicazione 2003, Scuola di Applicazione e Istituto di Studi Militari dell'Esercito 2009, Comando delle Scuole - Scuola di Applicazione e Istituto di Studi Militari dell'Esercito 2010, Scuola di Applicazione e Istituto di Studi Militari dell'Esercito) 2011-, Comando per la Formazione e Scuola di Applicazione dell'Esercito) Inquartato: nel primo, controinquartato: il 1°) di rosso, alla croce d'argento attraversata in capo dal pendente di tre gocce d'azzurro (di Piemonte); il 2°) d'argento, all'aquila dal volo spiegato (per Savoia); il 3°) partito: a) d'oro alla croce d'azzurro (di Parma); b) di rosso al ramo d'alloro al naturale accollato ad un gladio d'argento in palo manicato d'oro: il tutto abbassato al capo d'azzurro caricato da una stella d'argento; il 4°), partito: a) d'argento a tre fasce di nero, attraversate da un pino di verde radicato su una terrazza dello stesso (di Pinerolo); b) di rosso, al Pegaso d'argento; nel secondo, partito innestato merlato d'oro e di rosso alla banda d'azzurro (ex Scuola di Applicazione di Artiglieria); nel terzo, partito innestato merlato d'oro e di rosso alla banda d'azzurro caricata da una torre di tre piani al naturale murata, aperta e finestrata di nero di tre, 1, 1, 1; nel quarto, d'azzurro al toro furioso (di Torino). Ornamenti esteriori: - lo scudo è sormontato dalla corona turrita degli Enti Militari - lista bifida d'oro, svolazzante, collocata sotto la punta dello scudo, incurvata con la concavità rivolta verso l'alto, riportante il motto, in lettere maiuscole di nero: "DOCTRINAS BELLO APTARE" - nastri rappresentativi della ricompensi al Valore: annodati nella parte centrale non visibile della corona turrita, scendenti svolazzanti in sbarra dal punto predetto, passando dietro la parte superiore dello scudo: 1 M.A.V.M., 1 M.B.V.E. D.P.R. del 14 marzo 1977. |
|                                     | Scuola di Applicazione di Artiglieria (soppressa nel 1976) (1834-1839, Scuola Complementare (Regno di Sardegna) 1839, Scuola di Applicazione per le Armi Dotte (Regno di Sardegna) 1851, Scuola Complementare per gli Ufficiali di Artiglieria e Genio (Regno di Sardegna) 1863-1924, Scuola d'Applicazione delle Armi di Artiglieria e Genio (Regio Esercito) 1928-1943, Scuola di Applicazione di Artiglieria e Genio (Regio Esercito) 1949, Scuola di Applicazione di Artiglieria > poi riunita alla Scuola di Applicazione del Genio 1951, Scuole di Applicazione d'Arma > poi riunite 1976-2003, Scuola di Applicazione) Partito innestato merlato d'oro e di rosso, alla banda d'azzurro. Ornamenti esteriori: - sullo scudo il fregio dell'Arma di Artiglieria, specialità da campagna, sormontato dall'elmo di Pallade - sotto lo scudo, su lista d'argento con le estremità bifide di nero, bordate d'oro, il motto: "DOCTRINAS BELLO APTARE". D.P.R. dell'11 settembre 1960. N.B.: stemma non corrispondente alla blasonatura! |
|                                     | Scuola di Applicazione di Cavalleria (soppressa nel 1943) (1823, Regia Scuola Militare di Equitazione (Regno di Sardegna) 1849, Scuola Militare di Cavalleria (Regno di Sardegna) 1862, Scuola Normale di Cavalleria (Regio Esercito) 1887, Scuola di Cavalleria (Regio Esercito) 1910-1943, Scuola di Applicazione di Cavalleria (Regio Esercito) 1954, Scuola di Applicazione di Fanteria e Cavalleria > poi riunita 1976-2003, Scuola di Applicazione) Troncato: sopra d'oro all'aquila di nero rostrata e armata di rosso, recante in petto lo scudo di Savoia e coronata del campo; sotto di rosso al cavallo passante alato, d'argento. Ornamenti esteriori: - lo scudo è sormontato dalla Corona Reale - Motto: "NON RISTARE " (R.D. del 6 giugno 1932). R.D. del 12 maggio 1921, RR.LL.PP. del 29 luglio 1933. |
|                                     | Scuola di Applicazione di Artiglieria e Genio (soppressa nel 1943) (1834-1839, Scuola Complementare (Regno di Sardegna) 1839, Scuola di Applicazione per le Armi Dotte (Regno di Sardegna) 1851, Scuola Complementare per gli Ufficiali di Artiglieria e Genio (Regno di Sardegna) 1863-1924, Scuola d'Applicazione delle Armi di Artiglieria e Genio (Regio Esercito) 1928-1943, Scuola di Applicazione di Artiglieria e Genio (Regio Esercito) 1949, Scuola di Applicazione di Artiglieria; Scuola di Applicazione del Genio > poi riunite 1951, Scuole di Applicazione d'Arma > poi riunite 1976-2003, Scuola di Applicazione) Partito innestato merlato d'oro e di rosso alla banda di azzurro. Motto: "DOCTRINAS BELLO APTARE". |
|                                     | Scuola Trasporti e Materiali (?, Scuola di Applicazione del Corpo Automobilistico 1949, Scuole della Motorizzazione 1984-2010, 2013- (ricostituzione) Scuola Trasporti e Materiali) D'argento, alla sbarra di larghezza doppia, d'azzurro, caricata dalla teda d'oro, posta in palo, accesa, di rosso e d'oro, la fiamma sfuggente a sinistra, sopraccaricata dalla daga d'argento, con la punta verso il capo. Ornamenti esteriori: - lo scudo è sormontato dalla corona turrita degli Enti Militari - lista bifida d'oro, svolazzante, collocata sotto la punta dello scudo, incurvata con la concavità rivolta verso l'alto, riportante il motto, in lettere maiuscole di nero: "SCIENTIA QUO MAGIS SPECULATIVA MAGIS PRACTICA". Stemma della Scuola di Applicazione del Corpo Automobilistico poi Scuole della Motorizzazione (1987): Troncato: nel primo, d'azzurro, a due anelli, posti in fascia, intrecciati, l'anello posto a destra attraversante all'insù e attraversato all'ingiù, infilati dalla, posta in fascia, attraversante gli anelli lateralmente e attraversata centralmente, il tutto d'oro; nel secondo, d'argento alla tesa d'oro, posta in palo, accesa, di rosso e d'oro, la fiamma sfuggente a sinistra, caricata da un gladio d'argento, pure in palo, con la punta verso il capo. Ornamenti esteriori: - lo scudo è sormontato dalla corona turrita degli Enti Militari - lista bifida d'oro, svolazzante, collocata sotto la punta dello scudo, incurvata con la concavità rivolta verso l'alto, riportante il motto, in lettere maiuscole di nero: "PRO SCIENTIA PRO VIRTUTE". Stemma della Scuola di Applicazione del Corpo Automobilistico poi Scuole della Motorizzazione (1978): Troncato: nel primo, d'azzurro, a due anelli, posti in fascia, intrecciati, l'anello posto a destra attraversante all'insù e attraversato all'ingiù, infilati dalla, posta in fascia, attraversante gli anelli lateralmente e attraversata centralmente, il tutto d'oro; nel secondo, d'argento alla tesa d'oro, posta in palo, accesa, di rosso e d'oro, la fiamma sfuggente a sinistra, caricata da un gladio d'argento, pure in palo, con la punta verso il capo. Ornamenti esteriori: - sopra lo scudo il fregio del Servizio Automobilistico sormontato da un elmo d'argento di Pallade posto di profilo. - sotto lo scudo, su lista d'argento con le estremità bifide d'azzurro e di nero il motto: "PRO SCIENTIA PRO VIRTUTE". D.P.R. del 4 gennaio 1978. |
|                                     | Scuola di Applicazione di Fanteria (soppressa nel 1954) (1849, Scuola Normale di Fanteria (Regno di Sardegna) 1850, Scuola Militare di Fanteria (Regno di Sardegna) 1862, Scuola Normale di Fanteria (Regio Esercito) 1869, Scuola Centrale di tiro, scherma, ginnastica e nuoto, per la Fanteria (Regio Esercito) 1873, Scuola Normale di Fanteria (Regio Esercito) 1888, Scuola Centrale di tiro di Fanteria (Regio Esercito) 1910-1943, Scuola di Applicazione di Fanteria (Regio Esercito) 1949, Scuola di Applicazione di Fanteria > poi riunita alla Scuola di Applicazione di Cavalleria 1954, Scuola di Applicazione di Fanteria e Cavalleria > poi riunite 1951, Scuole di Applicazione d'Arma > poi riunite 1976-2003, Scuola di Applicazione) Stemma del 1940: Partito: al primo di rosso alla croce d'argento; al secondo d'oro al pugnale-baionetta attorcigliato da un ramo di alloro al naturale. Ornamenti esteriori: - lo scudo è cimato dalla Corona Reale - Motto: ARTE ET VIRTUTE USQUE AD VICTORIAM (R.D. del 6 giugno 1932, RR.LL.PP. del 29 luglio 1933). R.D. del 20 marzo 1940, RR.LL.PP. del 26 maggio 1941 Stemma del 1950: Inquartato: nel primo e quarto di rosso alla croce d'argento attraversata in capo dal pendente di tre gocce d'azzurro (del Piemonte); nel secondo d'argento alla croce di rosso (d'Ivrea); nel terzo partito, il primo d'oro alla croce d'azzurro (di Parma), il secondo d'oro a sei gigli d'azzurro posti 3-2-1 (dei Farnese); il tutto abbassato al capo d'azzurro. In cuore sul tutto uno scudetto di rosso bordato d'oro al pugnale-baionetta d'argento manicato d'oro, posto in palo, attorcigliato da un ramo di alloro al naturale. Ornamenti esteriori: - sullo scudo il fregio dell'Arma di fanteria, sormontato dall'elmo pretoriano posto di tre quarti, il tutto d'argento ornato d'oro, foderato di rosso - sotto lo scudo su lista bifida, al naturale, il motto: "ARTE ET VIRTUTE USQUE AD VICTORIAM". D.P.R. del 25 ottobre 1950. |
|                                     | Scuola di Applicazione di Fanteria e Cavalleria (soppressa nel 1951) (1954, Scuola di Applicazione di Fanteria e Cavalleria > 1951, Scuole di Applicazione d'Arma > 1976-2002, Scuola di Applicazione) Inquartato: nel primo, di rosso alla croce d'argento attraversata in capo dal pendente di tre gocce d'azzurro (di Piemonte); nel secondo, d'argento all'aquila dal volo spiegato di nero (per Savoia); nel terzo, partito: a) d'oro alla croce d'azzurro (di Parma); b) di rosso alla daga d'argento posta in palo, manicata d'oro ed attorcigliata da un ramo d'alloro al naturale, abbassati da un capo d'azzurro caricato da una stella d'argento; nel quarto, partito: a) d'argento a tre fasce di nero attraversate da un pino di verde terrazzato dello stesso; c) di rosso al Pegaso d'argento. Ornamenti esteriori: - sullo scudo il fregio della Scuola di Applicazione di fanteria e cavalleria costituito da un trofeo d'armi sormontato dall'elmo di Pallade ed accompagnalo da un ramo di alloro a sinistra e da uno di quercia a destra, posti a corona e legati in basso da un fiocco d'azzurro filettata d'argento uscente dal fregio - sotto lo scudo, su lista d'argento con le estremità bifide, il motto: "ARTE ET VIRTUTE USQUE AD VICTORIAM" - nastro rappresentativo della ricompensa al Valore: annodato nella parte centrale non visibile della corona turrita, scendente svolazzante in sbarra dal punto predetto, passando dietro la parte superiore dello scudo: 1 M.A.V.M. D.P.R. del 10 luglio 1960. N.B.: stemma non corrispondente alla blasonatura! |
|                                     | Scuola di Applicazione del Genio (soppressa nel 1951) (1851, Scuola Complementare per gli Ufficiali di Artiglieria e Genio (Regno di Sardegna) 1863-1924, Scuola d'Applicazione delle Armi di Artiglieria e Genio (Regio Esercito) 1928-1943, Scuola di Applicazione di Artiglieria e Genio (Regio Esercito) 1949, Scuola di Applicazione di Artiglieria; Scuola di Applicazione del Genio > poi riunite 1951, Scuole di Applicazione d'Arma > 1976-2003, Scuola di Applicazione) Partito merlato d'oro e di rosso, alla banda d'azzurro caricata in cuore da una torre a tre piani, murata e finestrata di nero. Ornamenti esteriori: - sullo scudo il fregio della Scuola di Applicazione del genio, formato da un trofeo sintetico dei fregi delle varie specialità dell'Arma, sormontato dall'elmo di Pallade di profilo - sotto lo scudo, su lista d'argento con le estremità bifide di nero con la bordura cremisi, il motto: "DOCTRINAS BELLO APTARE". D.P.R. del 18 dicembre 1952. N.B.: stemma non corrispondente alla blasonatura! |
|                                     | Scuola di Applicazione di Sanità Militare - Motto: "FRATRIBUS UT VITAM SERVARES" |
|                                     | Scuola Ufficiali di Fanteria - Motto: "REGINA PROELI" |
|                                     | Scuola Allievi Ufficiali Bersaglieri ed Alpini - Motto: SEMPER AUDENTES" |
|                                     | Scuola Allievi Ufficiali di Artiglieria - Motto: "OVUNQUE E SEMPRE" |
|                                     | Scuola Allievi Ufficiali del Genio - Motto: "PAR INGENIO VIRTUS" |
|                                     | Scuola Sottufficiali dell'Esercito (SSE) (1888, Scuola Allievi Sottufficiali SAS (Regio Esercito) 1998-, Scuola Sottufficiali dell’Esercito) Semitroncato partito; nel primo, tagliato di rosso, alla torre fondata su di una catena di monti, al sole nascente, il tutto al naturale, la torre sormontata da una corona d'oro (di Caserta); nel secondo, d'azzurro, a due cornucopie poste in decusse; nel secondo, d'azzurro al leone leopardito coronato d'oro sopra una pianura di verde, accollato da una palma fruttata di rosso, al naturale, tenente con la branca anteriore destra una bandiera bifida di rosso, alla croce d'argento, cantonata di quattro chiavi di argento, poste in palo, con l'ingegno all'insù ed astata di verde (di Viterbo); nel terzo, d'azzurro alla fiamma rossa a tre punte. Ornamenti esteriori: - lo scudo è sormontato dalla corona turrita degli Enti Militari - lista bifida d'oro, svolazzante, collocata sotto la punta dello scudo, incurvata con la concavità rivolta verso l'alto, riportante il motto, in lettere maiuscole di nero: "UT ARDEANT ARDEO" - nastro rappresentativo della ricompensa al Valore: annodato nella parte centrale non visibile della corona turrita, scendente svolazzante in sbarra dal punto predetto, passando dietro la parte superiore dello scudo: 1 M.B.V.E. |
|                                     | Scuola Allievi Sottufficiali Fanteria e Bersaglieri - Motto: "PRONTI ALL'APPELLO" |
|                                     | Scuola Allievi Sottufficiali Alpini e Genio - Motto: "OMNIA FIDES VINCIT" |
|                                     | Scuola Allievi Sottufficiali di Artiglieria - Motto: "OMNIBUS VIRIBUS" |
| \|                                  | Scuola di Fanteria (1849-1943, Scuola Normale di Fanteria (Regno di Sardegna e Regio Esercito) 1945, Scuola Normale di Fanteria 1984-1993, accorpamento della Scuola di Fanteria e della Scuola di Cavalleria nella Scuola di Fanteria e Cavalleria > poi ripristinate > 1993-, Scuola di Fanteria) Stemma del ?: Inquartato in decusse, d'azzurro e di rosso: nel primo, all'incudine d'argento, posta sul ceppo di legno al naturale, fondato sulla partizione, e sormontata da due stelle d'argento, ordinate in fascia; nel secondo, alla daga romana, d'argento, guarnita d'oro, posta in palo, accollata dalla fronda di alloro, di verde, fogliata di venti; nel terzo, al Pegaso spaventato, d'argento; nel quarto, all'aquila di nero. Ornamenti esteriori: - lo scudo è sormontato dalla corona turrita degli Enti Militari - lista bifida d'oro, svolazzante, collocata sotto la punta dello scudo, incurvata con la concavità rivolta verso l'alto, riportante il motto, in lettere maiuscole di nero: "FORTIOR EX ADVERSIS RESURGO". Stemma del ? (attuale): Di rosso, alla daga romana, d'argento, guarnita d'oro, posta in palo, contornata dalla fronda di quercia e di alloro, di verde, fogliata di venti, legata d'azzurro, poggiata su un'incudine, a sua volta sorretta da un ceppo, il tutto al naturale. Ornamenti esteriori: - lo scudo è sormontato dalla corona turrita degli Enti Militari - llista bifida d'oro, svolazzante, collocata sotto la punta dello scudo, incurvata con la concavità rivolta verso l'alto, riportante il motto, in lettere maiuscole di nero: "FORTIOR EX ADVERSIS RESURGO". |
| \|                                  | Scuola di Cavalleria (1823, Regia Scuola militare di equitazione (Regno di Sardegna) 1849, Scuola militare di Cavalleria (Regno di Sardegna e Regio Esercito) 1910-1943, Scuola di applicazione di Cavalleria (Regio Esercito) 1946, Scuola di Cavalleria blindata > poi fusa con la Scuola di Carrismo nella 1951, Scuola delle Truppe Corazzate > poi fusa con la Scuola di Fanteria nella ?, Scuola di Fanteria e di Cavalleria 1992, ricostituzione della Scuola di Cavalleria 1998, riconfigurazione in Raggruppamento Addestrativo RSTA 2000-, Scuola di Cavalleria) Stemma del ?: Troncato: nel primo d'oro, all'aquila di nero, allumata, rostrata, linguata, armata di rosso, caricata in cuore dallo scudetto ovale, di rosso, alla croce d'argento; nel secondo, di rosso, al Pegaso d'argento, passante, con la testa piegata verso il petto. Ornamenti esteriori: - lo scudo è sormontato dalla corona turrita degli Enti Militari - lista bifida d'oro, svolazzante, collocata sotto la punta dello scudo, incurvata con la concavità rivolta verso l'alto, riportante il motto, in lettere maiuscole di nero: "NON RISTARE". Stemma del ?: Troncato, semipartito: nel primo d'oro, all'aquila di nero, allumata, rostrata, linguata, armata di rosso, caricata in cuore dallo scudetto ovale, di rosso, alla croce d'argento; nel secondo, di rosso, al Pegaso d'argento, passante, con la testa piegata verso il petto, nel terzo, tagliato di azzurro e di rosso, al carro armato d'oro, attraversante, cimato dal drago di verde, allumato di rosso, di fronte, in parte nascosto dalla torretta, con le zampe poste a destra e a sinistra della torretta stessa, con le ali aperte, l'ala sinistra attraversante, esso drago con la testa rivoltata, vomitante la fiamma di rosso, caricante l'ala sinistra. Ornamenti esteriori: - lo scudo è sormontato dalla corona turrita degli Enti Militari - lista bifida d'oro, svolazzante, collocata sotto la punta dello scudo, incurvata con la concavità rivolta verso l'alto, riportante il motto, in lettere maiuscole di nero: "NON RISTARE". |
|                                     | Scuola di Cavalleria e Truppe Corazzate (soppressa nel 2000) (1951, Scuola delle Truppe Corazzate (per fusione della Scuola di Cavalleria blindata e della Scuola di Carrismo) 1964, Scuola truppe meccanizzate e corazzate (STMC) (incorpora la soppressa Scuola degli allievi ufficiali di complemento delle truppe meccanizzate (1963 per trasformazione della Scuola unica degli allievi ufficiali di complemento) ?, Scuola di Fanteria e di Cavalleria (per fusione con la Scuola di Fanteria) 1992, ricostituzione della Scuola di Carrismo (per separazione dalla Scuola di Fanteria) 1998, Scuola di Cavalleria e Truppe Corazzate 2000, Scuola di Cavalleria) Tagliato di azzurro e di rosso, al carro armato d'oro, attraversante, cimato dal drago di verde, allumato di rosso, di fronte, in parte nascosto dalla torretta, con le zampe poste a destra e a sinistra della torretta stessa, con le ali aperte, l'ala sinistra attraversante, esso drago con la testa rivoltata, vomitante la fiamma di rosso, caricante l'ala sinistra. Ornamenti esteriori: - lo scudo è sormontato dalla corona turrita degli Enti Militari - lista bifida d'oro, svolazzante, collocata sotto la punta dello scudo, incurvata con la concavità rivolta verso l'alto, riportante il motto, in lettere maiuscole di nero: "FERREA MOLE FERREO CUORE" - nastro rappresentativo della ricompensa al Valore: annodato nella parte centrale non visibile della corona turrita, scendente svolazzante in sbarra dal punto predetto, passando dietro la parte superiore dello scudo: 1 M.B.V.E. |
|                                     | Scuola di Artiglieria (soppressa nel 2010) (1888, Scuola centrale di tiro di Artiglieria (Regio Esercito) poi divisa 1910, Scuola centrale di Artiglieria da campagna; Scuola di Artiglieria da fortezza > poi riunite 1920-1943, Scuola centrale di Artiglieria (Regio Esercito) 1945, Reggimento di addestramento di Artiglieria 1946-2010, Scuola di Artiglieria) D'azzurro, alla croce d'argento accantonata da quattro fiamme di nero bordate d'oro e caricata in cuore della testa della Medusa di verde, anguicrinita, bordata pure d'oro. Ornamenti esteriori: - lo scudo è sormontato dalla corona turrita degli Enti Militari - lista bifida d'oro, svolazzante, collocata sotto la punta dello scudo, incurvata con la concavità rivolta verso l'alto, riportante il motto, in lettere maiuscole di nero: "STUDIO IGNIQUE USQUE AD GLORIAM". |
|                                     | Scuola del Genio (soppressa nel 2010) (?-1943, Scuola centrale del Genio, Scuola allievi ufficiali di complemento del Genio 1944, Scuola italiana collegamenti radiotelegrafisti, Scuola telegrafisti, 232º Battaglione artieri (Regio Esercito) 1950, Scuola Genio pionieri 1977-2010, Scuola del Genio) Semipartito troncato: nel primo, di rosso alla croce d'argento (di Pavia); nel secondo, campo di cielo alla quercia nodrita sulla pianura erbosa, il tutto al naturale, il tronco accostato dalle lettere O. C. di nero (di Civitavecchia); nel terzo, di rosso porpora alla lupa capitolina d'oro. Ornamenti esteriori: - lo scudo è sormontato dalla corona turrita degli Enti Militari - lista bifida d'oro, svolazzante, collocata sotto la punta dello scudo, incurvata con la concavità rivolta verso l'alto, riportante il motto, in lettere maiuscole di nero: "PAR INGENIO VIRTUS". |
|                                     | Scuola delle Telecomunicazioni delle Forze Armate (STELMILIT) (1951, Scuola unica operatori radio telegrafisti delle Forze Armate S.U.O.R.T. 1952, Scuola delle Telecomunicazioni delle Forze Armate) Partito dal filetto diminuito d'oro: nel primo, d'azzurro al castello d'argento, merlato alla ghibellina, murato di nero, chiuso dello stesso, torricellato di un pezzo, merlato di tre, il fastigio merlato di sei, tre e tre, esso castello finestrato di quattro finestrelle, di nero, due ai lati della porta, due nella torre, fondato sulla campagna di verde, caricata dalla chiave d'oro, posta in fascia, con l'ingegno a destra e all'ingiù; nel secondo, d'azzurro all'ancora (per la Marina), attraversata sotto la cicala dall'aquila dell'Arma Aeronautica ed a metà altezza dalla granata infiammata (per l'Esercito), posto in abisso e sormontato da due saette poste in decusse, la saetta in banda attraversante, il tutto d'oro. Ornamenti esteriori: - lo scudo è sormontato dalla corona turrita degli Enti Militari - lista bifida d'oro, svolazzante, collocata sotto la punta dello scudo, incurvata con la concavità rivolta verso l'alto, riportante il motto, in lettere maiuscole di nero: "TRINAE MILITIAE UNA VOX". |
|                                     | Scuola delle Trasmissioni e informatica (1944, Scuola autonoma collegamenti radio telegrafici R.T. 1946, Scuola Genio collegamenti 1953, Scuola delle Trasmissioni 1997-, Scuola delle Trasmissioni e Informatica) D'argento alla traversa d'azzurro: nel primo, alla lupa capitolina, allattante i gemelli, d'oro (per Roma); nel secondo, alla torre antica da segnalazione romana, al naturale, vista di tre quarti, volta a sinistra, aperta del campo, con la torcia sporgente in sbarra ed abbassata a sinistra, dello stesso, accesa di rosso. Ornamenti esteriori: - lo scudo è sormontato dalla corona turrita degli Enti Militari - lista bifida d'oro, svolazzante, collocata sotto la punta dello scudo, incurvata con la concavità rivolta verso l'alto, riportante il motto, in lettere maiuscole di nero: "SPATIA DEVINCO DISIUNCTA CONIUNGO" - nastro rappresentativo della ricompensa al Valore: annodato nella parte centrale non visibile della corona turrita, scendente svolazzante in sbarra dal punto predetto, passando dietro la parte superiore dello scudo: 1 M.A.V.E. (per l'Arma delle Trasmissioni) |
|                                     | Scuola di Amministrazione (soppressa) Di porpora, al caduceo d'oro, posto in palo; calzato d'azzurro e d'argento, il primo, caricato dall'ape d'oro, il secondo, dalla stella di nero, munita della bordatura diminuita d'azzurro. Ornamenti esteriori: - lo scudo è sormontato dalla corona turrita degli Enti Militari - lista bifida d'oro, svolazzante, collocata sotto la punta dello scudo, incurvata con la concavità rivolta verso l'alto, riportante il motto, in lettere maiuscole di nero: "STUDIUM VIRES ANIMOSQUE PROMOVET". |
|                                     | Centro di addestramento alpino - Scuola Militare (Ce.Add.Alp.) (1934-1943, Scuola centrale militare di Alpinismo (Regio Esercito) 1948, Scuola militare alpina SMA poi SMALP 1998, Centro Addestramento Alpino poi Centro Addestramento Alpino - Scuola Militare Ce.Add.Alp.) Partito: nel primo, di nero al leone d'argento armato e linguato di rosso, col capo abbassato di rosso alla croce d'argento (per Aosta); nel secondo, d'argento alla teda fiammeggiante al naturale posta in palo ed accompagnata sotto dalle cinque armille di Olimpia, d'oro 1, d'azzurro 1, di rosso 1, di nero 1, di verde 1. Ornamenti esteriori: - lo scudo è sormontato dalla corona turrita degli Enti Militari - lista bifida d'oro, svolazzante, collocata sotto la punta dello scudo, incurvata con la concavità rivolta verso l'alto, riportante il motto, in lettere maiuscole di nero: "ARDISCI E CREDI". |
|                                     | Centro addestramento di Paracadutismo (1942-1943, Scuola di Paracadutismo (Regio Esercito) 1947, Centro di Paracadutismo 1949, Centro Militare di Paracadutismo 1963, Brigata Paracadutisti 1963, Centro Addestramento Paracadutisti 1964, Scuola Militare di Paracadutismo ?-, Centro addestramento di Paracadutismo) Interzato in palo: nel primo, di rosso alla croce piana di argento, caricata in palo ed in fascia dal corniolo al naturale, radicato, fogliato e fruttifero di rosso (di Tarquinia); nel secondo, di azzurro al silfio d'oro di Cirenaica reciso (per la Cirenaica); nel terzo, di rosso alla croce a chiave d'argento (di Pisa). Il tutto abbassato al capo d'azzurro attraversato in banda da una nebulosa d'argento ed in sbarra da un dardo d'oro. Ornamenti esteriori: - lo scudo è sormontato dalla corona turrita degli Enti Militari - lista bifida d'oro, svolazzante, collocata sotto la punta dello scudo, incurvata con la concavità rivolta verso l'alto, riportante il motto, in lettere maiuscole di nero: "COME FOLGORE DAL CIELO...COME NEMBO DI TEMPESTA". |
|                                     | Comando Artiglieria Controaerei (COMACA) (già Scuola poi Centro di addestramento Controaerei poi Centro di addestramento e sperimentazione dell'Artiglieria Controaerei, soppresso nel 2009) D'azzurro, al grifo troncato di nero e d'oro, linguato ed illuminato di rosso. Ornamenti esteriori: - lo scudo è sormontato dalla corona turrita degli Enti Militari - lista bifida d'oro, svolazzante, collocata sotto la punta dello scudo, incurvata con la concavità rivolta verso l'alto, riportante il motto, in lettere maiuscole di nero: "CONTRO L'ALA NEMICA ADDESTRO E TEMPRO". |
|                                     | Centro Addestrativo Aviazione dell’Esercito (CAAE) (1951, Reparto Aereo di Artiglieria 1952, Centro di addestramento e osservazione aerea di Artiglieria 1957, Centro di addestramento dell'Aviazione Leggera dell'Esercito CAALE 1976, Centro dell'Aviazione Leggera dell'Esercito CALE 1993, Centro dell'Aviazione dell'Esercito CAE 2000, Centro addestrativo della Cavalleria dell'Aria 2002, Raggruppamento Addestrativo Cavalleria dell’Aria 2003-2004, Raggruppamento addestrativo dell'Aviazione dell'Esercito AVES 2004, Centro Addestrativo Aviazione dell’Esercito (CAAE) D'azzurro, alla teda d'oro, posta in palo, fiammeggiante al naturale, attraversata da un'aquila, rivoltata, pure al naturale, dal volo spiegato. Ornamenti esteriori: - lo scudo è sormontato dalla corona turrita degli Enti Militari - lista bifida d'oro, svolazzante, collocata sotto la punta dello scudo, incurvata con la concavità rivolta verso l'alto, riportante il motto, in lettere maiuscole di nero: "VOLAT AGILE RAPIDE OBSERVAT" - nastri rappresentativi delle ricompense al Valore: annodati nella parte centrale non visibile della corona turrita, scendenti svolazzanti in sbarra ed in banda dal punto predetto, passando dietro la parte superiore dello scudo: 1 M.O.V.E., 1 M.A.V.C. |
|                                     | Arma dei Trasporti e Materiali (dal 1997) (1923, Servizio dei trasporti militari (Regio Esercito) 1926, Servizio automobilistico militare (Regio Esercito) 1935, Automobilismo militare (Regio Esercito) 1935, Corpo automobilistico (Regio Esercito) 1948, Servizio automobilistico 1980, Corpo automobilistico 1981, Corpo automobilistico dell'Esercito 1997-, Arma dei Trasporti e Materiali) L'11 ottobre 1965 venne concesso lo stemma araldico all'allora Servizio automobilistico. Troncato: nel primo, d'azzurro, a due anelli, posti in fascia, intrecciati, l'anello posto a destra attraversante all'insù e attraversato all'ingiù, infilati dalla, posta in fascia, attraversante gli anelli lateralmente e attraversata centralmente, il tutto d'oro; nel secondo, d'argento alla banda di rosso accostata da due stelle d'azzurro, 1 e 1. Ornamenti esteriori (dal 1987): - lo scudo è sormontato dalla corona turrita degli Enti Militari - lista bifida d'oro, svolazzante, collocata sotto la punta dello scudo, incurvata con la concavità rivolta verso l'alto, riportante il motto, in lettere maiuscole di nero: "FERVENT ROTAE FERVENT ANIMI" (Ardono le ruote, ardono gli animi; concesso il 20 maggio 1932) - nastri rappresentativi delle ricompense al Valore: annodati nella parte centrale non visibile della corona turrita, scendenti svolazzanti in sbarra ed in banda dal punto predetto, passando dietro la parte superiore dello scudo: 2 M.A.V.M., 1 M.B.V.M., 4 C.d.G.V.M., 1 M.B.V.E. |
|                                     | Corpo di Commissariato dell'Esercito (dal 1998) (1998-, sorto per fusione dei soppressi Corpo di Amministrazione dell'Esercito e Corpo di Commissariato) Di rosso, alla fascia d'azzurro, caricata da tre bisanti d'oro, accompagnata da tre api al naturale montanti, disposte 2-1. Ornamenti esteriori: - lo scudo è sormontato dalla corona turrita degli Enti Militari - lista bifida d'oro, svolazzante, collocata sotto la punta dello scudo, incurvata con la concavità rivolta verso l'alto, riportante il motto, in lettere maiuscole di nero: "BENE GERENDO AGIMUS" - nastri rappresentativi delle ricompense al Valore: annodati nella parte centrale non visibile della corona turrita, scendenti svolazzanti in sbarra ed in banda dal punto predetto, passando dietro la parte superiore dello scudo: 1 M.A.V.M., 1 M.B.V.M., (4 M.B.V.E. -errate-) [N.B. nel disegno sono erroneamente rappresentate 3 M.B.V.E. invece di 2 e sono mancanti le 3 C.d.G.V.M.] |
|                                     | Corpo di Commissariato (soppresso nel 1997) (?, Azienda generale di guerra della Regia Armata Sarda 1853, Corpo di Intendenza militare della Regia Armata Sarda 1872, Corpo di Commissariato militare (Regio Esercito) 1940-1943, Servizio di Commissariato militare (Regio Esercito) 1947, Servizio di Commissariato militare 1981-1997, Corpo di Commissariato 1998-, Corpo di Commissariato dell'Esercito, sorto per fusione dei soppressi Corpo di Amministrazione dell'Esercito e Corpo di Commissariato) D'argento alla fascia d'azzurro, caricata di una stella del primo, accompagnata da tre api al naturale montanti, disposte 2-1. Ornamenti esteriori: - lo scudo è sormontato dalla corona turrita degli Enti Militari - lista bifida d'oro, svolazzante, collocata sotto la punta dello scudo, incurvata con la concavità rivolta verso l'alto, riportante il motto, in lettere maiuscole di nero: "PRAEVIDET AC PROVIDET" - nastri rappresentativi delle ricompense al Valore: annodati nella parte centrale non visibile della corona turrita, scendenti svolazzanti in sbarra ed in banda dal punto predetto, passando dietro la parte superiore dello scudo: (2 C.d.G.V.M., 1 M.B.V.E.) [N.B. i disegni dei nastri sono errati] |
|                                     | Corpo di Amministrazione dell'Esercito (soppresso nel 1997) (1856, Battaglione di Amministrazione della Regia Armata Sarda 1860-1870, 1910, Corpo di Amministrazione Militare (Regia Armata Sarda poi Regio Esercito) 1940-1943, Servizio Amministrazione Militare (Regio Esercito) 1946, Servizio Amministrazione Militare 1981-1997, Corpo di Amministrazione dell'Esercito 1998-, Corpo di Commissariato dell'Esercito, sorto per fusione dei soppressi Corpo di Amministrazione dell'Esercito e Corpo di Commissariato) D'argento alla banda d'azzurro. Ornamenti esteriori: - lo scudo è sormontato dalla corona turrita degli Enti Militari - lista bifida d'oro, svolazzante, collocata sotto la punta dello scudo, incurvata con la concavità rivolta verso l'alto, riportante il motto, in lettere maiuscole di nero: "TENACIA SACRIFICIO ET VIRTUTE" - nastri rappresentativi delle ricompense al Valore: annodati nella parte centrale non visibile della corona turrita, scendenti svolazzanti in sbarra ed in banda dal punto predetto, passando dietro la parte superiore dello scudo: (1 M.A.V.M., 1 M.B.V.M., 1 C.d.G.V.M., 1 M.B.V.E.) - [N.B. i disegni dei nastri sono errati] |
|                                     | Corpo sanitario dell'Esercito (dal 1998) (?, Servizio Sanitario militare della Regia Armata Sarda 1833, Corpo della Sanità Militare della Regia Armata Sarda 1845, Corpo di Sanità Militare della Regia Armata Sarda 1861, Corpo di Sanità Militare (Regio Esercito) 1940-1943, Servizio di Sanità Militare (Regio Esercito) 1946, Servizio di Sanità Militare 1981-1997, Corpo di Sanità Militare 1998-, Corpo sanitario dell'Esercito, per fusione dei soppressi Corpo di Sanità Militare e Corpo Veterinario dell'Esercito) D'argento, alla croce di rosso attraversata in capo dal lambello d'azzurro di tre gocce, caricata di un tronco d'albero sradicato, diramato e germogliante, posto in palo ed accostato da due stelle d'oro, il tutto abbassato al capo d'oro. Ornamenti esteriori: - lo scudo è sormontato dalla corona turrita degli Enti Militari - lista bifida d'oro, svolazzante, collocata sotto la punta dello scudo, incurvata con la concavità rivolta verso l'alto, riportante il motto, in lettere maiuscole di nero: "FRATRIBUS UT VITAM SERVARES" - nastri rappresentativi delle ricompense al Valore: annodati nella parte centrale non visibile della corona turrita, scendenti svolazzanti in sbarra ed in banda dal punto predetto, passando dietro la parte superiore dello scudo: 1 M.O.V.M., 2 M.A.V.M., 1 M.B.V.M., 1 M.A.V.E., 3 M.B.V.E. |
|                                     | Corpo Veterinario dell'Esercito (soppresso nel 1997) (1861, Corpo Veterinario Militare (Regio Esercito) 1940-1943, Servizio Veterinario Militare (Regio Esercito) 1946, Servizio Veterinario Militare 1981-1997, Corpo Veterinario dell'Esercito 1998-, Corpo sanitario dell'Esercito, per fusione dei soppressi Corpo di Sanità Militare e Corpo Veterinario dell'Esercito) Inquartato: nel primo partito: a) d'argento a tre fasce di nero, al pino silvestre al naturale (di Pinerolo); b) di rosso alla cerva d'oro rivoltata ed accovacciata sopra una scala d'argento posta in fascia (di Venaria Reale); nel secondo, campo di cielo, ai monti nevosi al naturale; nel terzo, d'azzurro al tridente d'Ucraina d'oro; nel quarto, d'argento alla banda in divisa d'azzurro attraversata da un leone di rosso tenente nella branca destra una croce del Calvario d'oro, caricata del Cristo in argento (d'Abissinia). Ornamenti esteriori: - lo scudo è sormontato dalla corona turrita degli Enti Militari - lista bifida d'oro, svolazzante, collocata sotto la punta dello scudo, incurvata con la concavità rivolta verso l'alto, riportante il motto, in lettere maiuscole di nero: "IMMOTA FIDES" - nastro rappresentativo della ricompensa al Valore: annodato nella parte centrale non visibile della corona turrita, scendente svolazzante in sbarra dal punto predetto, passando dietro la parte superiore dello scudo: 1 M.B.V.E. |
|                                     | Centro Telematico Sperimentazioni Rifornimento e Riparazioni Materiali delle Trasmissioni (soppresso nel 1999) Troncato: nel primo, di rosso, alla croce d'argento, accantonata nel primo e nel secondo quarto da due stelle di otto raggi, una e una, dello stesso; nel secondo, d'argento, alla torre da segnalazione romana, al naturale, vista di tre quarti, volta a sinistra, aperta del campo, con la torcia sporgente in sbarra ed abbassata a sinistra, dello stesso, accesa di rosso. Ornamenti esteriori: - lo scudo è sormontato dalla corona turrita degli Enti Militari - lista bifida d'oro, svolazzante, collocata sotto la punta dello scudo, incurvata con la concavità rivolta verso l'alto, riportante il motto, in lettere maiuscole di nero: "RES NON VERBA". |